# San Lorenzo Cuaunecuiltitla
San Lorenzo Cuaunecuiltitla är en kommun i Mexiko.   Den ligger i delstaten Oaxaca, i den sydöstra delen av landet, 270 km sydost om huvudstaden Mexico City. Antalet invånare är 738. Arean är 12,8 kvadratkilometer.
Terrängen i San Lorenzo Cuaunecuiltitla är huvudsakligen kuperad.